# Фабиан, Карлуш
 Карлуш Алберту Идайеш Суареш Фабиан (порт.  Karlos Alberto  Idães Soares Fabião; 9 декабря 1930, Лиссабон, Португалия — 2 апреля 2006, Лиссабон, Португалия) — португальский политический и военный деятель, последний губернатор Португальской Гвинеи в 1974 году, начальник Главного штаба сухопутных сил Португалии в 1974 — 1975 годах, активный участник революционного процесса в Португалии после «Революции гвоздик».

## Биография
Карлуш Алберту Идайеш Суареш Фабиан родился 9 декабря 1930 года в Лиссабоне. Окончил Лицей Жиля Висенти (порт. Liceu de Gil Vicente). 3 ноября 1950 года в возрасте 20 лет он добровольно пошёл в Военную школу (порт. Escola do Exército), где 1 октября 1953 года получил звание аспиранта пехоты. В том же году прошёл обучение в Пехотной школе (порт. Escola Prática de Infantaria).

### Военная карьера
В 1954 году аспирант пехоты Карлуш Фабиан был распределён в 14-й пехотный полк (порт. Regimento de Infantaria n.º 14), где 1 ноября того же года ему было присвоено звание алферса. С 1955 по 1959 год он проходил службу (т. н. «комиссию») в Португальской Гвинее, где 1 декабря 1956 года получил звание лейтенанта пехоты. По возвращении в Португалию, 1 декабря 1959 года Фабиану было присвоено звание капитана пехоты. В 1960 — 1961 годах он проходил службу при Отдельном территориальном командовании в Гвинее (порт. Comando Territorial Independente da Guiné) и в 3-м военном округе. После начала колониальной войны в 1961 году был направлен в Анголу, где прослужил два года. По возвращении в Португалию непродолжительное время служил в 1-м пехотном полку (порт. Regimento de Infantaria n.º 1) (1963) и в 5-м батальоне егерей (порт. Batalhão de Caçadores n.º 5) (1964). В 1965 году вновь был направлен на службу в Португальскую Гвинею, где командовал 797-й егерской командой «Os Camelos» («Верблюды», порт. Companhia de Caçadores n.º 797, “Os Camelos”) с 23 апреля 1965 по 19 января 1967 года. 25 июля 1967 года Карлушу Фабиану было присвоено звание майора пехоты (с отличием). Во время губернаторства в Гвинее генерала Антониу де Спинолы выдвинулся и стал одним из его ближайших помощников. Не раз поощрялся по службе, имел награды. В 1967 году Фабиан проходил обучение в Военном центре психотехнических исследований (порт. Centro de Estudos Psicotécnicos do Exército), после чего был вновь отправлен в Гвинею, где в апреле 1971 года — апреле 1973 года командовал Специальным корпусом гвинейской милиции (порт. Corpo Especial das Milícias da Guiné). В августе 1972 года он сотрудничал в журнале «ZOE», органе организации «Agrupamento de Transmissões da Guiné».

### В оппозиции режиму Каэтану
После окончания службы в Гвинее, в 1973 году, Карлуш Фабиан был вновь направлен на обучение в Военный центр психотехнических исследований. В июне того же года он открыто критиковал I Конгресс участников войны в колониях (порт. I Congresso de Combatentes do Ultramar) в Порту.
После того, как майор Фабиан, выступая в Высшем институте военных исследований (порт. Instituto de Altos Estudos Militares)в Педросуше (Лиссабон), осудил правый заговор генерала Каулзы де Арриаги 17 декабря 1973 года, он был переведён на службу в г. Брага, в 8-й мобилизационный округ (порт. Distrito de Recrutamento e Mobilização n.º 8). 1 января 1974 года Карлуш Фабиан получил звание полковника. Вскоре Фабиан стал одним из активных членов «Движения капитанов», готовившего свержение режима Марселу Каэтану.

### Губернатор Португальской Гвинеи
После «Революции гвоздик», 2 мая 1974 года Карлуш Фабиан, как представитель Совета национального спасения, был направлен в Париж для переговоров с президентом Сенегала Леопольдом Седаром Сенгором по вопросу о Португальской Гвинее, а
7 мая 1974 года был назначен губернатором, представителем правительства, делегатом СНС и командующим вооруженными силами в Португальской Гвинее. В это время в колонии продолжались бои между португальской армией и силами повстанческой организации ПАИГК, уже провозгласившей независимость страны, а в португальской армии многие требовали прекращения войны. 23 мая Фабиану было присвоено звание бригадного генерала по должности, и в тот же день газета «Република» опубликовала открытое письмо военнослужащих сухопутных войск, ВВС и ВМС в Гвинее-Бисау к правительству с требованием немедленного прекращения войны в колониях и возвращения на родину. В другом таком письме говорилось, что военные в колониях следят за развитием событий — «Мы гибнем на войне, живем в адских условиях, в обстановке ненужных, ничем неоправданных лишений и жертв. Пусть члены наших семей активно выступят за немедленное окончание войны с тем, чтобы их сыновья, братья, мужья смогли, наконец вернуться домой». 25 мая в Лондоне министр иностранных дел Мариу Суареш начал переговоры с членом Исполкома ПАИГК, заместителем Государственного комиссара вооруженных сил Республики Гвинея-Бисау майором Педру Пирешем. В июне переговоры были перенесены в Алжир и шли с переменным успехом. 27 июня президент Антониу де Спинола направил Фабиану инструкцию о созыве Народного конгресса Гвинеи, который должен был бы провозгласить её независимость, однако 1 июля пленарная ассамблея Движения вооружённых сил Португальской Гвинеи выступила за немедленное признание независимости. 26 августа в Алжире было подписано соглашение о прекращении военных действий в Португальской Гвинее и о признании её независимости. На Карлуша Фабиана легла ответственность за эвакуацию из бывшей колонии португальских войск и поселенцев и передачу власти ПАИГК. 10 сентября Гвинея-Бисау официально получила независимость, а 15 октября 1974 года Карлуш Фабиан покинул Африку.

### Высшие посты в армии и революционный процесс
Тем временем в Португалии ситуация изменилась. После сентябрьских событий, приведших к отставке президента де Спинолы, покровительствовавшего Фабиану, к власти в стране пришли другие люди. Однако это только способствовало его карьерному взлёту. 8 октября постановлением Государственного совета генерал Карлуш Фабиан был введен в состав Совета национального спасения Португалии и Государственного совета, 10 октября — в Высший совет Движения вооружённых сил. 16 октября 1974 года, после отставки Жайме Силвериу Маркиша, сторонника Спинолы, Карлуш Фабиан был назначен начальником Главного штаба сухопутных сил Португалии и получил звание четырёхзвёздного генерала по должности. 28 октября он по должности вошёл и в «Совет двадцати» (порт. Conselho dos Vinte), созданный для руководства вооружёнными силами, а 6 декабря был включён в состав Ассамблеи ДВС (порт. Assembleia de Delegados do MFA) или Ассамблеи двухсот (порт. Assembleia dos Duzentos).

На своем посту Фабиан пытался примирить враждующие группировки в армии. Его политические убеждения всё это время продолжали оставаться неясными, хотя генерала постоянно показывали в телевизионных новостях. С одной стороны на его поддержку рассчитывал правый генерал Антониу де Спинола, с другой стороны Фабиан заявлял 18 января 1975 году еженедельнику «Expresso»: 
Ни одна революция не существует без революционных законов.
Во время событий 11 марта 1975 года Карлуш Фабиан не поддержал Спинолу, с которым его связывала личная дружба, и 15 марта вошёл в состав Революционного совета Португалии. 1 августа 1975 года он вместе с вице-адмиралом Роза Коутинью и капитаном Родригу де Соуза-и-Каштру направлялся в Анголу в составе делегации Революционного совета, а 7 августа вместе с командующим Оперативным командованием на континенте генералом Отелу Сарайва де Карвалью и его адъютантом капитаном Маркишем Жуниором — в Порту для изучения ситуации в Северном военном округе. Фабиан не проявлял себя как активный политик, но в августе 1975 года вместе с Отелу Сарайва де Карвалью резко выступил против преследования «Группы девяти» и поддержавших её офицеров. 8 августа Фабиан занял пост министра сухопутных войск в V Временном правительстве.

### В двух шагах от поста премьер-министра. Конец карьеры
19 августа 1975 года президент генерал Франсиску да Кошта Гомиш предложил Фабиану стать премьер-министром и возглавить VI Временное правительство. 20 августа Фабиан встретился с лидерами ДВС Мелу Антунешем, Витором Алвишем и Вашку Лоуренсу и обсудил с ними этот вопрос. В тот же день они под руководством Мелу Антуниша приступили к составлению программы правительства, пригласив для участия в этом и капитана Витора Крешпу. 22 августа было решено, что Фабиан выступит по телевидению и опровергнет слухи о возможном перевороте. Однако 25 августа члены Высшего совета ДВС президент Франсишку да Кошта Гомиш, премьер-министр Вашку Гонсалвеш и Отелу Сарайва де Карвалью встретились с начальниками главных штабов сухопутных сил, авиации и флота, и Гонсалвеш прямо обвинил Фабиана в нелояльности. После некоторых раздумий Карлуш Фабиан отказался от формирования кабинета. Он принял сторону «Группы девяти» и выступил против левого премьер-министра генерала Вашку Гонсалвеша (хотя тот сделал его министром) поддержав его отставку и не допустив его назначения на пост начальника Генерального штаба, а 14 октября во время кризиса в Порту поддержал командующего Северным военным округом бригадира Антониу Пиреша Велозу, развернувшего чистку войск от сторонников Гонсалвеша. 6 ноября он опубликовал разработанный ещё в августе программный документ «ДВС — самокритика и реконструкция» (порт. MFA – Autocrítica e Reconstrução), предполагавший сформирование левого правительства, а 21 ноября на церемонии в 1-м артиллерийском полку в Лиссабоне ввёл знаменитую «Клятву революционному знамени» (порт. Juramento de bandeira revolucionário). В его присутствии 170 призывников, подняв вверх кулаки, поклялись «всегда быть на стороне народа» (порт. estar sempre, sempre ao lado do povo) в борьбе «за победу социалистической революции» (порт. pela vitória da Revolução Socialista). Однако союз с генералом де Карвалью обернулся против самого Фабиана. В тот же день Португальская социалистическая партия потребовала отставки обоих. Развернувшийся после этого политический кризис, в котором сам генерал роли не играл, привел к тому, что 28 ноября было объявлено, что Каруш Фабиан подал просьбу об отставке со своего поста.

### Вне политики. Последние годы
Уйдя с должности, Карлуш Фабиан лишился и генеральского звания, сохранив положенное ему по выслуге лет звание подполковника. В 1976 году он был назначен командующим Лиссабонским мобилизационным округом и занимал этот пост до 1981 года. 10 января 1983 года он был переведен в резерв всё в том же звании подполковника, а затем уволен из армии в отставку. Он жил как частное лицо, не участвуя в политической жизни страны. 9 декабря 1986 года Фабиану было присвоено звание полковника. С 1986 по 1998 год он был редактором журнала «GUIA DO TERCEIRO MUNDO».
Карлуш Алберту Идайеш Суареш Фабиан скончался 2 апреля 2006 года в Лиссабоне в возрасте 76 лет. На его смерть откликнулись такие видные деятели Революции гвоздик, как адмирал Роза Коутинью и Отелу Сарайва де Карвалью, которые называли его «очень достойным человеком» и «великим офицером». Он был похоронен 3 апреля 2006 года в 12:30 на Верхнем кладбище Святого Иоанна в Лиссабоне после траурной церемонии в часовне в Гремиу Лузитану.

## Частная жизнь
Карлуш Фабиан был женат на Н. Гонсалвеш. У них было три сына:
- Руй Вашку Гонсалвеш Суареш Фабиан (порт. Rui Vasco Gonçalves Soares Fabião) (род.1957, Гвинея[2]);
- Карлуш Жорже Гонсалвеш Суареш Фабиан (порт. Carlos Jorge Gonçalves Soares Fabião) (род. 23 января 1959, Лиссабон[2]);
- Жозе Луиш Гонсалвеш Суареш Фабиан (порт. José Luís Gonçalves Soares Fabião) (род.1961[2])[12].

По воспоминаниям людей, его знавших, Карлуш Фабиан увлекался историей Португалии, особенно движением местных карбонариев, последними годами монархии и Первой республикой.

## Награды
| Страна     | Дата              | Награда                                                      | Награда                                                      | Литеры |
| ---------- | ----------------- | ------------------------------------------------------------ | ------------------------------------------------------------ | ------ |
| Португалия | 10 декабря 2004 — | Гранд-офицер ордена Свободы                                  | Гранд-офицер ордена Свободы                                  | GOL    |
| Португалия | 1967 —            | Серебряная медаль Военной доблести с пальмовой ветвью        | Серебряная медаль Военной доблести с пальмовой ветвью        | MPVM   |
| Португалия | 1970 —            | Серебряная медаль «За выдающиеся заслуги» с пальмовой ветвью | Серебряная медаль «За выдающиеся заслуги» с пальмовой ветвью | MPSD   |

## Публикации
- A Descolonização da Guiné-Bissau: Spínola — A Figura Marcante da Guerra na Guiné, Lisboa, 1985.
- Milícias Negras, in Freire Antunes, A Guerra de África (1961—1974), vol. I, Lisboa, 1996, pp. 367–371.

## Память
Имя Карлуша Фабиана нашло отражение в топонимике Азейтана (Сетубал); он внесён в Список славы Ассоциации 25 апреля.